# Aquarius remigis
Espèce
Synonymes
Gerris remigis
Aquarius remigis est une espèce d'insectes hétéroptères de la famille des Gerridae. C'est une punaise arpenteuse qui profite de la tension superficielle de la surface de l'eau pour se déplacer rapidement.